# Большой Барандат
Большой Барандат — село в Тисульском районе Кемеровской области. Входит в состав Большебарандатского сельского поселения.

## География
Центральная часть населённого пункта расположена на высоте 236 метров над уровнем моря.

## Население
По данным Всероссийской переписи населения 2010 года, в селе Большой Барандат проживает 590 человек (263 мужчины, 327 женщин).